# مایک بیلی (بازیگر)
مایک بیلی (انگلیسی: Mike Bailey؛ زادهٔ ۶ آوریل ۱۹۸۸) هنرپیشه، خوانندگی اهل بریتانیا است. وی از سال ۲۰۰۲ میلادی تاکنون مشغول فعالیت بوده‌است.
از فیلم‌ها یا برنامه‌های تلویزیونی که وی در آن نقش داشته‌است می‌توان به اسکینز اشاره کرد.